# 永井直勝
永井 直勝（ながい なおかつ）は、戦国時代から江戸時代前期にかけての武将、旗本、大名。上野小幡藩主、常陸笠間藩主、下総古河藩初代藩主。永井宗家初代。

## 生涯
永禄6年（1563年）、三河国の武将・長田重元の次男として三河国碧海郡大浜郷（現在の愛知県碧南市音羽町）に生まれる（愛知県東浦町緒川の説もある）。
天正4年（1576年）、はじめ徳川家康の嫡男・信康に仕えたが、天正7年（1579年）に信康が自刃すると、徳川氏を去って隠棲した。天正8年（1580年）、家康に召し出されて再び家臣となる。天正12年（1584年）の小牧・長久手の戦いでは池田恒興を討ち取る大功を挙げたため、家康や織田信雄らから賞賛された。文禄3年（1594年）、恒興の次男・池田輝政が家康の次女の督姫を娶った際、輝政の求めに応じて、長久手の戦いで恒興を討ち取った際の事を語った。このとき、直勝の知行が5000石と知った輝政は、父を討ち取った功績の価値が5000石しかないのかと嘆息したという。
文禄5年（1596年）2月7日、豊臣秀吉から豊臣姓を下賜されている。慶長5年（1600年）の関ヶ原の戦いの後に近江国に2000石を加増され、7000石を領する。
大坂の陣にも参戦して戦功を上げ、元和2年に（1616年）上野小幡藩1万7000石に加増。翌元和3年（1617年）には常陸笠間藩3万2000石を与えられ、後に2万石を加増される。元和8年（1622年）、下総古河において7万2000石を与えられた。
寛永2年12月29日（1626年1月27日）、63歳で死去した。跡を長男の尚政が継いだ。

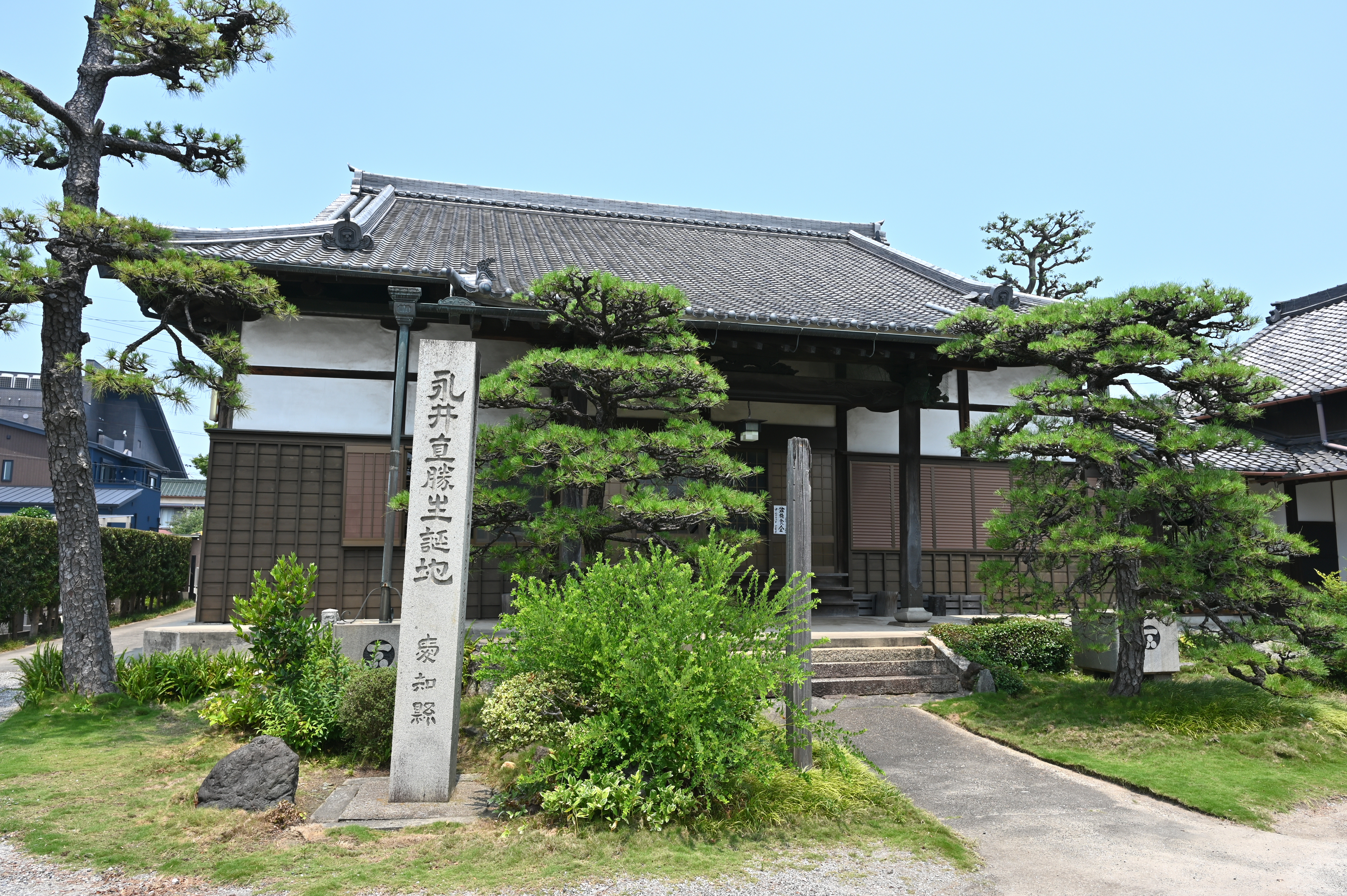
宝珠寺（碧南市）にある碑

## 子孫
子孫に作家の永井荷風や三島由紀夫、狂言師の野村萬斎などがいる。すなわち、直勝と大河内秀綱次女の由利姫との間に生まれた正直（鳴尾永井家）が荷風の12代前、萬斎の14代前の祖先であり、直勝と阿部正勝の娘との間に生まれた尚政が三島の11代前の祖先にあたる。
遠山景元の血縁上の父系の直系先祖。